# 샤논-파노 부호화

6개의 심볼을 인코딩하는 단순 예제

데이터 압축에서 샤논-파노 부호화(Shannon–Fano coding)는 상징과 확률의 집합에 기초하여 접두 부호를 설계하는 기술이다.클라우드 샤논과 로버트 파노의 이름을 따서 만들어졌다.